# عمرو بن سعيد بن العاص
الصحابي عمرو بن سعيد الأموي، مِنْ السابقين في الإسلام، هاجر الهجرتين، وشهد الفتح وحنينًا والطائف وتبوك، استعمله النبي على قرى: تبوك، وخَيْبَر، وفَدك، خرج إلى الشام فاستشهد بأجنادين في خلافة أبي بكر.

## نسبه وأسرته
- هو: عمرو بن سعيد بن العاص بن أُميّة بن عبد شمس بن عبد مناف بن قُصيّ القرشيّ الأمويّ.[1]
- أُمه صَفِيّة بنت المغيرة بن عبد اللّه بن عُمَر بن مخزوم، عَمَّةُ خالد بن الوليد بن المغيرة.[2]
- إخوته:

1. خالد بن سعيد بن العاص.
2. أبان بن سعيد بن العاص.
3. العاص بن سعيد بن العاص.

- تزوج فاطمة بنت صفوان، وماتت بالحبشة.

## إسلامه
أسلم هو وأخوه خالد قديمًا بمكة، ولكنه أسلم بعد أخيه بقليل، قال لهما أخوهما أبان يعاتبهما؛ وذلك قبل أن يسلم:
فقال عمرو يجيبه:

### هجرته إلى الحبشة
هاجر إلى الحبشة في الهجرة الثانية، ومعه امرأته فاطمة بنت صفوان، فعن أمّ خالد بنت خالد قالت:«قدم علينا عمّي عمرو بن سعيد أرضَ الحبشة بعد مقدم أبي بسنتين فلم يزل هناك حتى حمل في السفينتين مع أصحاب رسول الله ﷺ، فقدموا على النبيّ ﷺ، وهو بخيبر سنة سبعٍ من الهجرة».

### جهاده
هاجر إلى المدينة بعد غزوة خيبر، فشهدَ فتح مكة وغزوة حنين وغزوة الطائف وغزوة تبوك.

## الخاتم
روي أنه من صنع خاتم النبي، ذكر الطّحاوي، عن علي بن معبد، عن إبراهيم بن محمد القرشيّ، عن عمرو بن يحيى بن سعيد الأمويّ، عن جدّه، قال:
| عمرو بن سعيد بن العاص | قَدِمَ عَمرُو بنُ سعيدٍ معَ أخيهِ، على النَّبيِّ ﷺ فنظرَ إلى حَلقةٍ في يدِهِ فقالَ: ما هذِهِ الحَلقةُ في يدِكَ ؟ قالَ: هذِهِ حَلقةٌ يا رسولَ الله. قالَ: فما نقشُها ؟ قالَ: مُحمَّدٌ رسولُ اللَّهِ قالَ أرنيهِ، فتَختَّمَهُ رَسولُ اللَّهِ ﷺ فَماتَ وَهوَ في يدِهِ ثمَّ أخذَهُ أبو بَكْرٍ بعدَ ذلِكَ، فَكانَ في يدِهِ، ثمَّ أخذَهُ عمرُ، فَكانَ في يدِهِ، ثمَّ أخذَهُ عُثمانُ، فَكانَ في يدِهِ عامَّةِ خلافتِهِ، حتَّى سَقطَ منهُ في بئرِ أَريسَ | عمرو بن سعيد بن العاص |

.

## توليه الإمارة
استعمله رسولُ الله على قرى عربية، منها تبوك، وخَيْبَر، وفَدك، فعن عمرو بن سعيد الأشدق: «أن أعمامه خالدا وأبانا وعمرا رجعوا عن أعمالهم حين بلغهم موت رسول الله ﷺ فقال أبو بكر :ما أحد أحق بالعمل من عمال رسول الله ﷺ ارجعوا إلى أعمالكم، فأبوا وخرجوا إلى الشام فقتلوا» ، وكان خالد عاملًا على اليمن، وأَبان على البَحْرين، وعمرو على سَوَاد خيبر.

## وفاته
استشهد يوم أجنادين، قال أَبُو حُذَيْفَة:«مررْتُ يومَ أجنادين بعَمْرو بن سعيد وهو يحضُّ المسلمين على الصبر، ثم حملوا على المسلمين، فضرب عَمْرو على حاجبه. فقال عَمْرو بن سعيد: ما أحبُّ أنها تأتي قيس توهن مَنْ معِي إلا قدمت حتى أدخل فيهم، فما كان بأسرع أنْ حملوا عليه، فمشى إليهم بسيفه فما انكشفوا إلَّا وهو صريع، وبه أكْثَرُ من ثلاثين ضربة.»، وقيل استشهد بمَرْج الصُّفّر.